# Six Flags Magic Mountain
Koordinaten: 34° 25′ 27″ N, 118° 35′ 53″ W

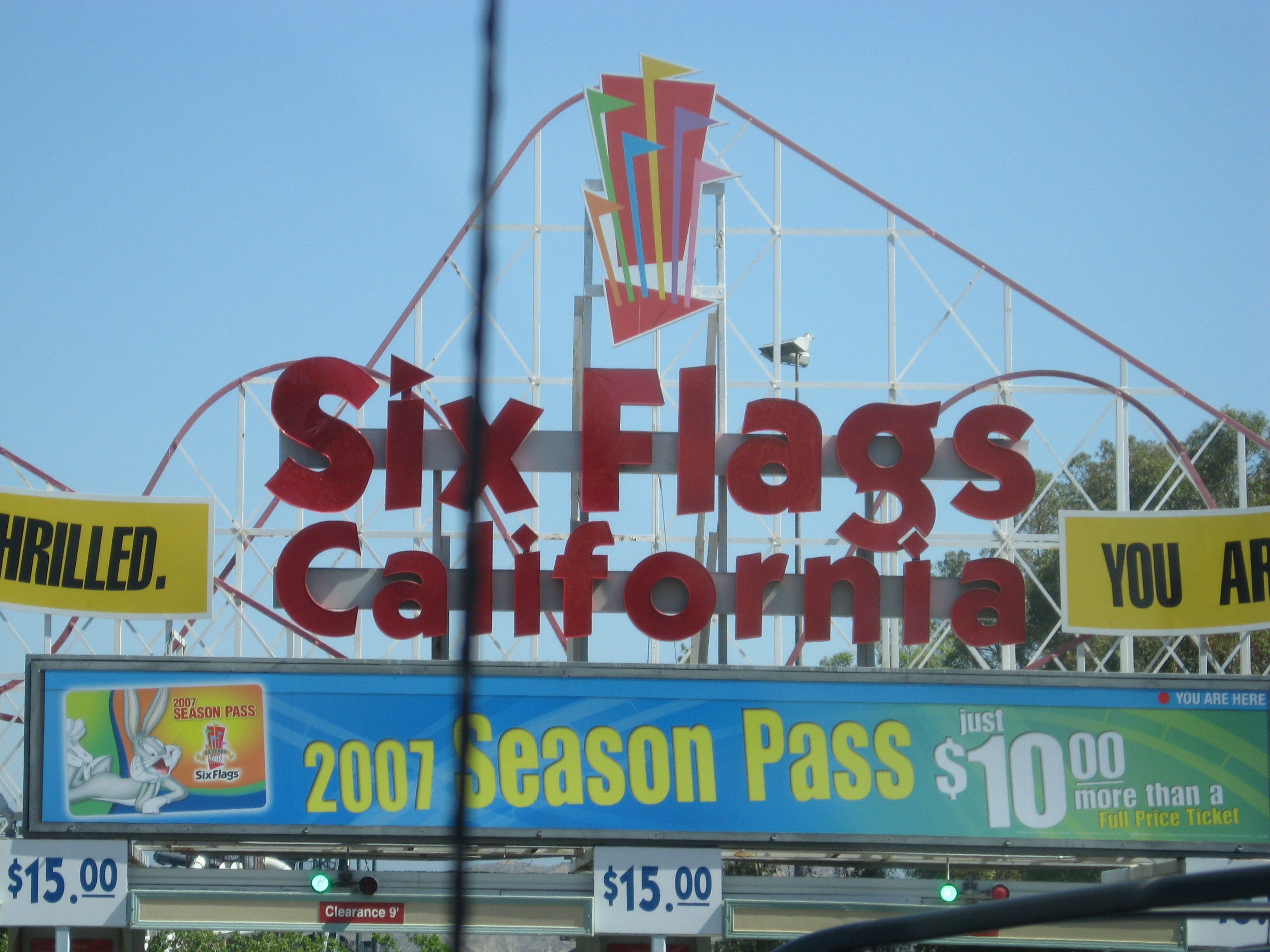
Eingangsschild

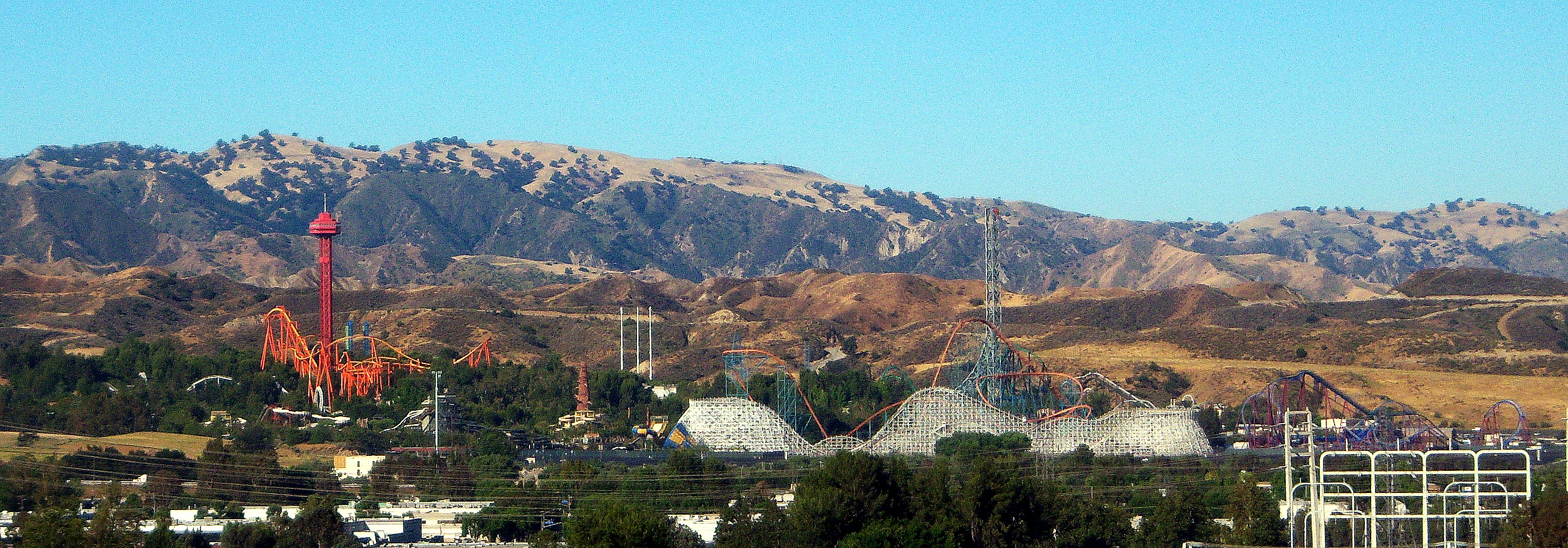
Ansicht des Vergnügungsparks von der Newhall Ranch aus

Six Flags Magic Mountain ist ein Freizeitpark in der Nähe von Los Angeles im US-Bundesstaat Kalifornien. Er liegt etwa 55 Kilometer nordwestlich von Downtown Los Angeles bei Valencia, einem Ortsteil von Santa Clarita. Magic Mountain ist mit insgesamt 19 Achterbahnen (Stand: 2025), den meisten Achterbahnen in einem einzelnen Erlebnispark weltweit, der größte Park der Freizeitpark-Kette Six Flags und ist als einziger Park der Kette das ganze Jahr hindurch geöffnet (im Winterhalbjahr an den Wochenenden). Der Park zählte im Jahr 2019 zu den 20 meistbesuchten Vergnügungsparks Nordamerikas mit schätzungsweise 3,61 Millionen Besuchern (Platz 16).:35
Direkt an den Park grenzt der ebenfalls im Besitz der Six-Flags-Kette befindliche Wasserpark Hurricane Harbor, der jedoch separat verwaltet wird. Die beiden Parks werden zusammen auch als Six Flags California vermarktet.
Im Jahr 2002 wurde ein virtueller Nachbau des Parks im Computerspiel RollerCoaster Tycoon 2 verwendet.

## Geschichte

### Aufbau und erste Jahre

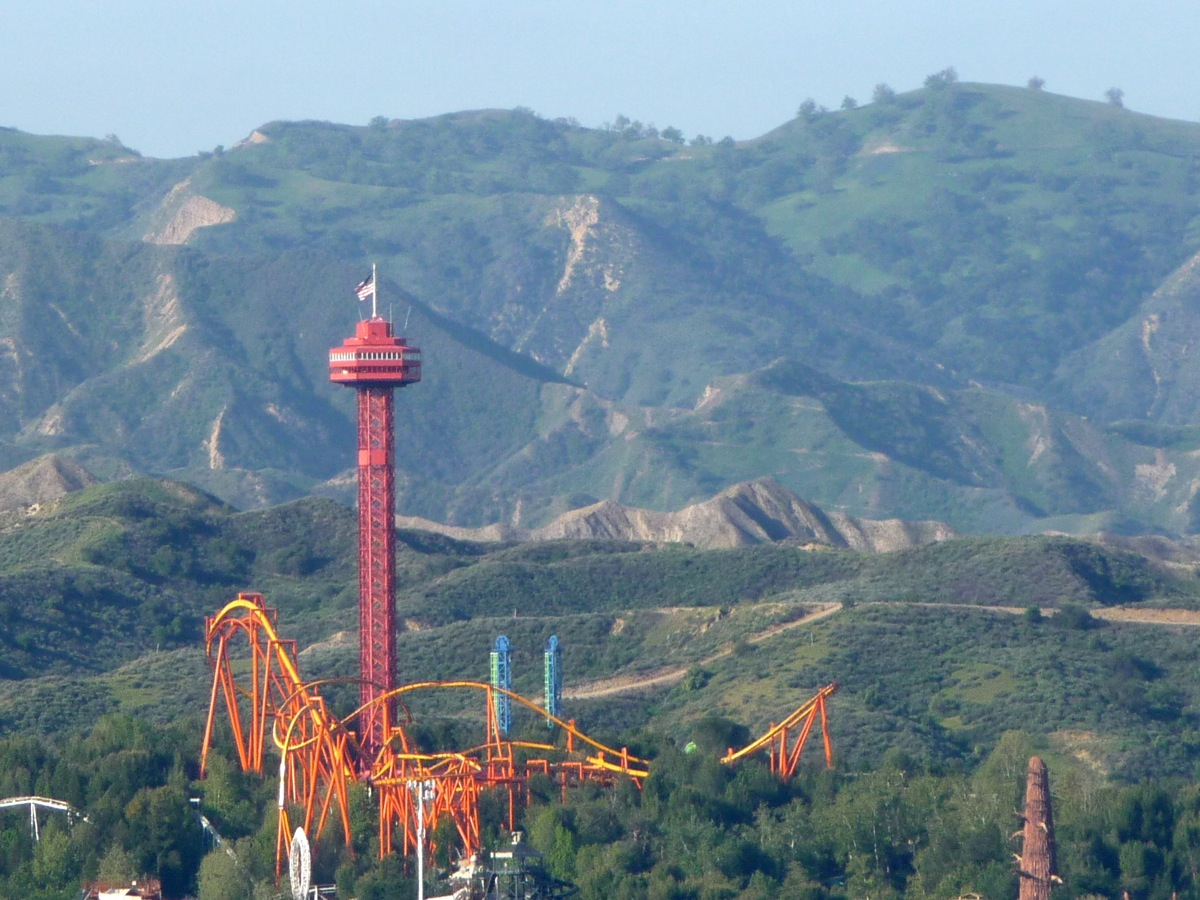
Sky Tower und Tatsu

Aufgrund des starken Zuzugs nach Südkalifornien in den 1950er Jahren stiegen die Grundstückspreise schnell an, sodass die Newhall Land and Farming Company beschloss, ihre bisher nur landwirtschaftlich und für die Ölförderung genutzten Gebiete im San Fernando Valley und benachbarten Gebieten wie dem Santa Clarita Valley, in dem der Park liegt, als Bauland zu nutzen. Anstatt das Land an einen der zahlreichen Interessenten zu verkaufen, entschied sie sich für die Anlage einer Planstadt, dem heutigen Valencia. Mit der Planung beauftragte sie den österreichischen Stadtplaner Victor Gruen. Neben der Errichtung von Golfplätzen und anderen Attraktionen erhoffte man sich von einem Vergnügungspark eine Steigerung des Bekanntheitsgrades, ähnlich wie die Ansiedlung von Disneyland es für Anaheim bewirkt hatte. In Kooperation mit SeaWorld wurde ab 1969 der Park errichtet und am 29. Mai 1971 unter dem Namen Magic Mountain eröffnet. Die Baukosten betrugen etwa 20 Millionen Dollar. Von den ursprünglichen 33 Attraktionen sind heute nur noch wenige erhalten. Dazu zählen der Aussichtsturm Sky Tower, das Showcase Theater (heute: Golden Bear Theater), Percy the Small Engine, ein Fahrgeschäft speziell für Kinder, sowie Goldrusher, bei Eröffnung des Parks die einzige Achterbahn.
Nach der ersten Saison investierte Newhall mehr als fünf Millionen Dollar in Renovierungs- und Erweiterungsarbeiten. Als Maskottchen des Parks wurden die Trolle Bleep, Bloop und Boop sowie ein Wizard (dt.: „Zauberer“) eingeführt und der Kinderbereich um das Wizard’s Village erweitert. In den folgenden Jahren erweiterte Six Flags den Park um mehrere kleinere Fahrgeschäfte wie beispielsweise eine Wilde Maus.

### Erweiterung umRevolutionundColossus
Zum 200-jährigen Jubiläum der Amerikanischen Revolution folgte im Jahr 1976 der Bau der ersten „großen“ Achterbahn, Great American Revolution. Revolutionär an der oft nur kurz als „Revolution“ bezeichneten Achterbahn und jetzt offiziell The New Revolution benannten Achterbahn war die Verwendung des ersten Loopings im modernen Zeitalter. Frühe Versuche mit Loopings Ende des 19./Anfang des 20. Jahrhunderts hatten aufgrund der mangelnden Beherrschung der g-Kräfte immer wieder zu Verletzungen geführt, sodass seit der Errichtung des letzten Fahrgeschäfts mit Looping in den USA (in Coney Island) 75 Jahre vergangen waren. Außerdem war die von Anton Schwarzkopf und Werner Stengel entworfene Achterbahn zu diesem Zeitpunkt die höchste und schnellste Achterbahn der Welt. Abgesehen von zwei kleinen Fahrgeschäften aus dem Gründungsjahr des Parks ist Revolution heute die älteste noch betriebene Achterbahn in Magic Mountain und hat den Status eines Wahrzeichens erreicht. Im darauffolgenden Jahr drehte Universal hier den Film Rollercoaster (dt. Titel: Achterbahn), in dem die Achterbahn Revolution eine zentrale Rolle spielte.

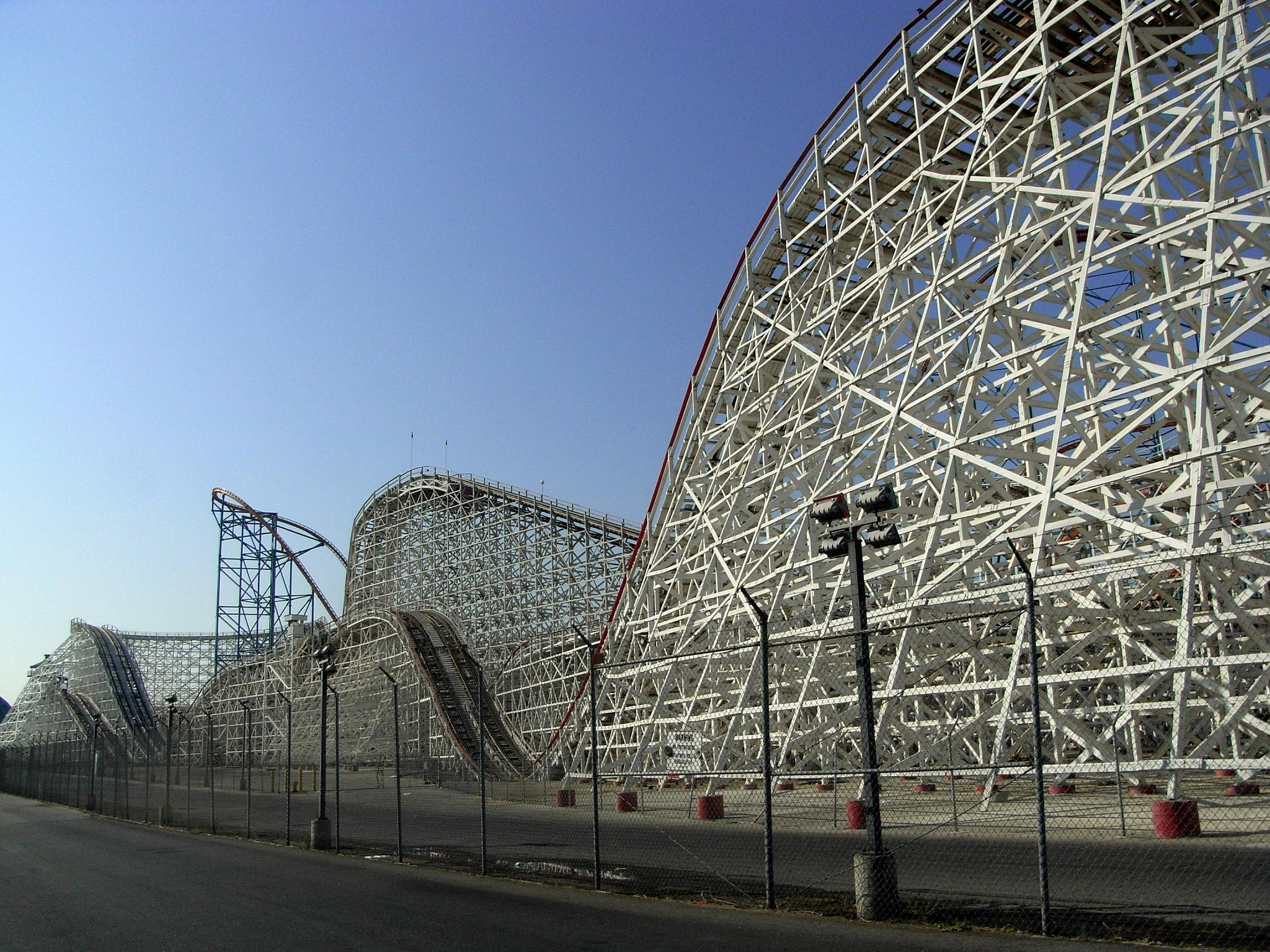
Colossus vom Parkplatz aus, im Hintergrund Goliath

Ein Jahr später, 1978, wurde mit der Holzachterbahn Colossus ein weiteres Fahrgeschäft eröffnet. Auch Colossus stellte zum Zeitpunkt seiner Eröffnung einen neuen Rekord auf in Bezug auf Höhe und Geschwindigkeit von Holz-Achterbahnen. Westlich der Rocky Mountains war Colossus bis zur Schließung die höchste Holz-Achterbahn.

### Im Besitz von Six Flags
1979 verkaufte die Newhall Land and Farming Company den Park für 51 Millionen Dollar an Six Flags, um sich auf ihr Kerngeschäft, den Aufbau der Stadt Valencia, zu konzentrieren. Seitdem heißt der Vergnügungspark Six Flags Magic Mountain. Mit der Errichtung der Wildwasserbahn Roaring Rapids („Donnernde Stromschnellen“) im Jahr 1981, der ersten größeren Investition von Six Flags, wurden zwei Bereiche des Parks so verbunden, dass von nun an eine Rundtour durch den Park möglich war. 1982 wurde das Fahrgeschäft Free Fall gebaut, bei dem man einen kurzen Moment im freien Fall fällt, also Schwerelosigkeit fühlt, bevor die Strecke langsam in die Horizontale übergeht.
Im Jahr 1984 fanden die Olympischen Sommerspiele in Los Angeles statt. Als Hommage an die im selben Jahr stattgefundenen Winterspiele in Sarajevo wurden die Sarajevo Bobsleds errichtet, ein Fahrgeschäft, das eine Bobfahrt simulierte. Sie gehören zu den zahlreichen Fahrgeschäften, die im Laufe der Jahre zwischen den verschiedenen Parks von Six Flags hin- und hertransferiert worden sind (ride rotation program). Die Bobsleds transferierte Six Flags 1986 in seinen ältesten und für die Kette namensgebenden Park, nach Six Flags Over Texas.
Als Maskottchen des Parks verwendete Six Flags noch bis 1985 die Trolle. In diesem Jahr wurden sie dann ersetzt durch die Charaktere der Looney Tunes, deren Nutzungsrechte Magic Mountain bereits 1971 erworben hatte. Dies machte unter anderem eine Umgestaltung des Kinderbereichs Wizard’s Village notwendig, der von nun an Bugs Bunny World hieß. Ebenso wurde der Clown Coaster in Wile E. Coyote Coaster umbenannt.
1988 wurde Ninja gebaut, eine Achterbahn vom Typ Suspended Coaster („Aufgehängte Achterbahn“). Ninja ist noch heute in Betrieb und hält gemeinsam mit Vortex in Canada’s Wonderland mit 88,5 km/h den Geschwindigkeitsrekord für Achterbahnen dieses Typs.
In den folgenden Jahren erweiterte Six Flags den Park jedes Jahr um ein Fahrgeschäft. 1989 wurde das Wasser-Fahrgeschäft Tidal Waves gebaut, 1990 folgte die Stahlachterbahn Viper, zum Bauzeitpunkt die Achterbahn mit dem höchsten und schnellsten vertikalen Looping weltweit. Den Rekord für die schnellste Inversion hält heute Storm Runner in Hersheypark, jedoch ist Viper weiterhin die Achterbahn mit dem höchsten Looping. Im nächsten Jahr, 1991, folgte die Holzachterbahn Psyclone, die allerdings als rough ride nicht sonderlich beliebt war. So landete Psyclone 2006 bei einer Umfrage unter Achterbahnfans auf dem vorletzten Platz von 179 zur Wahl stehenden Holzachterbahnen 2007 wurde die Achterbahn wieder abgerissen, um für die 2009 eröffnete Holzachterbahn Apocalypse Platz zu schaffen. Auch die im folgenden Jahr, 1992, gebaute Achterbahn Flashback wurde bereits 2007 wieder abgerissen.

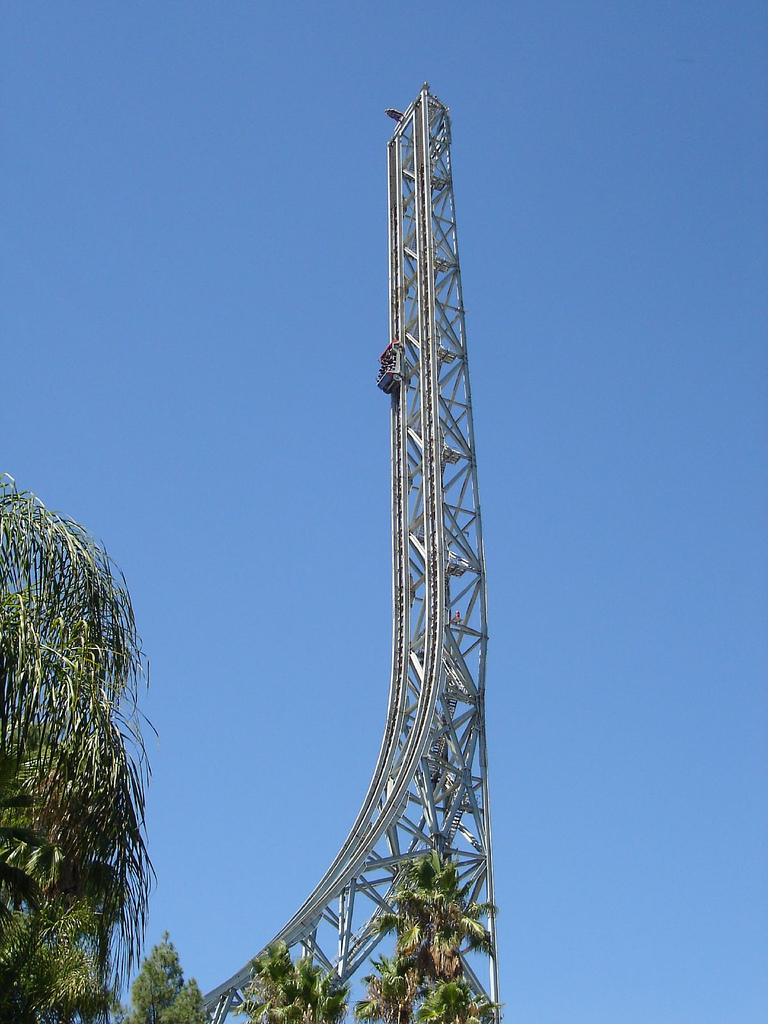
Superman: Escape from Krypton

Nach dem Wasser-Fahrgeschäft Yosemite San Sierra Falls (1993) und dem Inverted Coaster Batman The Ride (1994) folgte im Jahr 1996 die nächste Erweiterung des Parks: Die 20 Millionen Dollar teure Achterbahn Superman: Escape from Krypton brach als erste Achterbahn weltweit die prestigeträchtige Marke von 100 Meilen/Stunde (160 km/h). Auch die Höhe der Achterbahn von 126 Metern bedeutete einen neuen Rekord. Bei Superman: Escape from Krypton wird der Zug aus der Station heraus mittels LSM binnen 7 Sekunden von 0 auf 160,9 km/h beschleunigt. Danach fährt der Zug senkrecht einen 126,5 m hohen Turm hinauf. Während der Auf- und Abfahrt in der Senkrechten spüren die Fahrgäste 6,5 Sekunden lang das Gefühl der Schwerelosigkeit, die so genannte Airtime.
1998 eröffnete mit The Riddler’s Revenge der bis heute längste, schnellste und höchste Stand-Up Coaster weltweit.

### Premier Parks

#### Ausbau des Parks
In der größten Akquisition in der Geschichte der Freizeitpark-Industrie übernahm im selben Jahr die schnell wachsende Kette Premier Parks für 1,86 Milliarden Dollar Six Flags vom Konzern Time Warner. Die aggressiv expandierende Kette begann den traditionsreicheren Markennamen Six Flags auch bei ihren eigenen Parks anzuwenden und erwarb mehrere Parks in Europa, die sie ebenfalls unter diesen Namen stellte. Premier Parks investierte in seinen Parks massiv in neue Achterbahnen. Magic Mountain mit seinen mittlerweile elf Achterbahnen kam dabei eine besondere Rolle zu, denn der Park sollte mit Cedar Point in Ohio, dem zweitältesten Freizeitpark Amerikas, um den prestigeträchtigen Titel des Vergnügungsparks mit den meisten Achterbahnen konkurrieren.

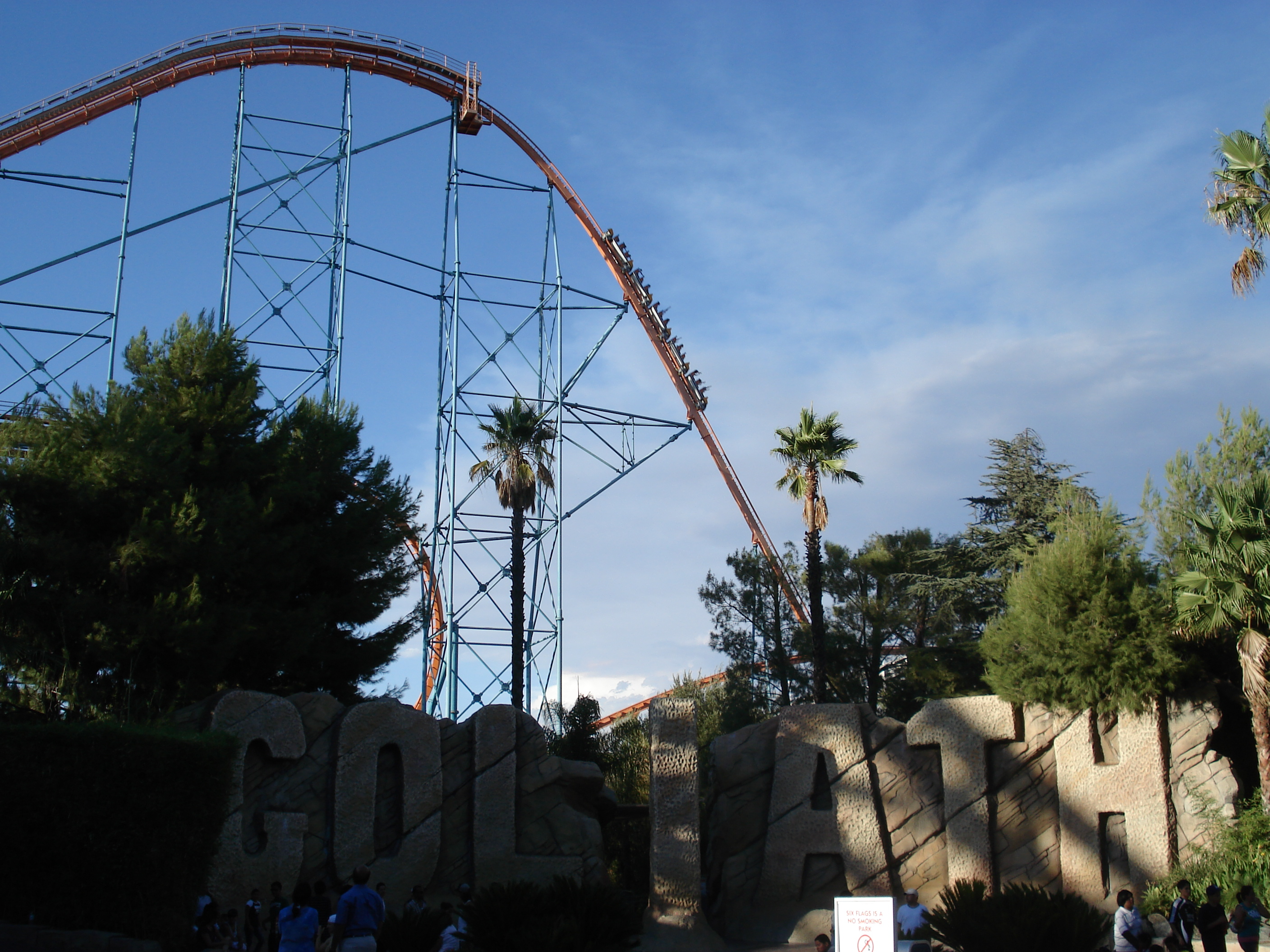
First Drop von Goliath

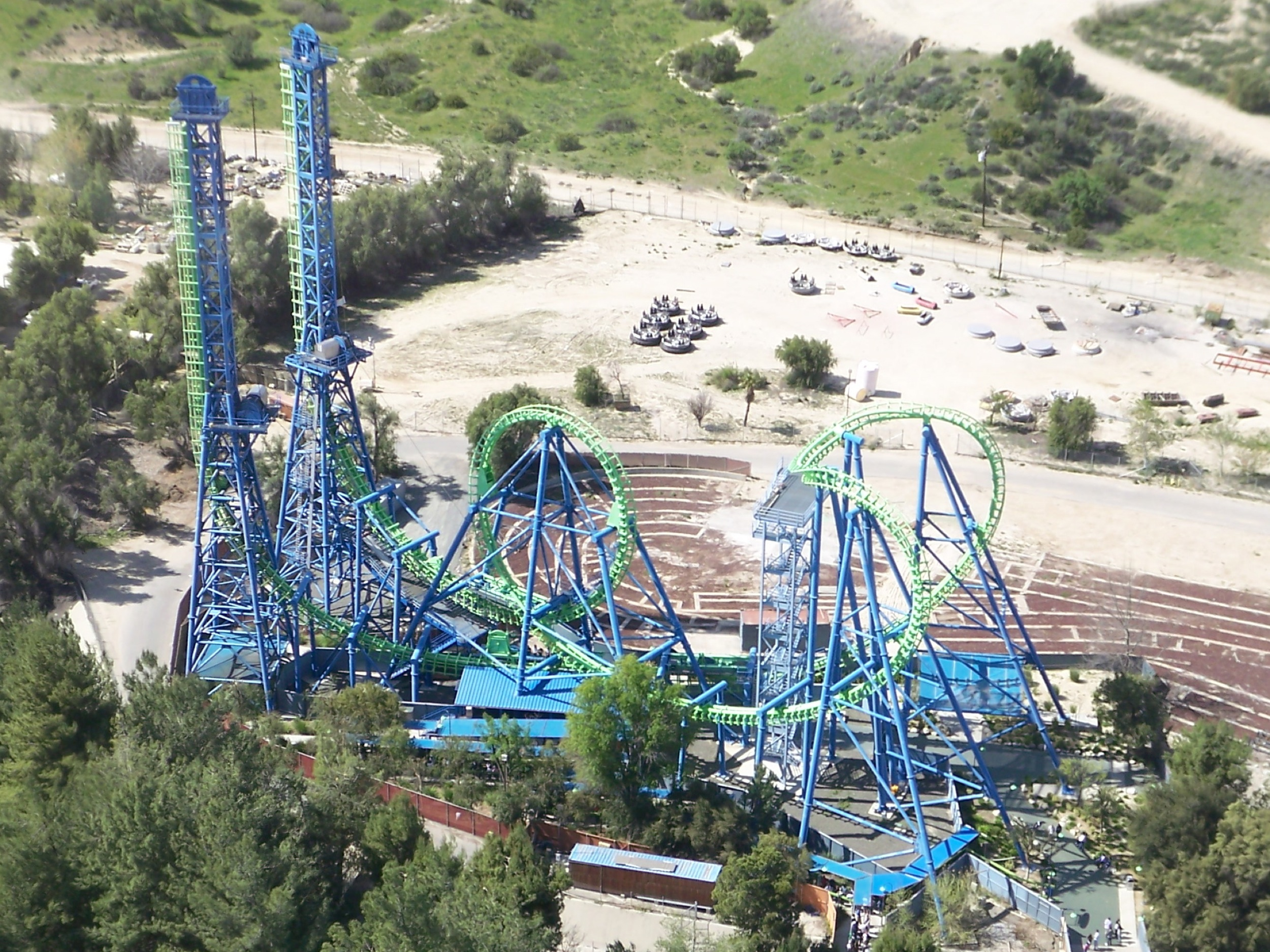
Déjà Vu vom Aussichtsturm aus gesehen

Zunächst wurde der Park im Jahr 2000 um die Stahlachterbahn Goliath erweitert, die einige Monate lang den Rekord für den höchsten First Drop hielt. Für das Jahr 2001, das 40-jährige Firmenjubiläum von Six Flags, kündigte die Firma die Eröffnung dreier neuer Achterbahnen an, um Cedar Point damit zu überflügeln. Aufgrund technischer Probleme eröffnete jedoch nur Goliath jr. plangemäß. Déjà Vu konnte Ende 2001 noch in Betrieb genommen werden, die Inbetriebnahme von X verzögerte sich jedoch bis Anfang 2002 und litt auch weiterhin unter langen Ausfallzeiten. X war die erste Achterbahn des Typs 4th-Dimension-Coaster. Dabei können im Gegensatz zu „normalen“ Achterbahnen auch die einzelnen Sitzreihen 360 Grad um ihre eigene Achse rotieren. Aufgrund immer wieder auftretender Probleme und Ausfallzeiten wurden 2008 leichtere Wagen angeschafft, die Bahn erhielt ein Redesign und heißt nun X².
Auch Cedar Point errichtete 2002 eine 15. Achterbahn, sodass im Guinnessbuch 2003 beide Freizeitparks gleichauf mit 15 Achterbahnen als Weltrekordhalter verzeichnet sind. Im nächsten Jahr wurde in Magic Mountain mit dem Floorless Coaster Scream! eine weitere Achterbahn errichtet, jedoch eröffnete auch Cedar Point eine neue Achterbahn.
Mittlerweile war die Muttergesellschaft Premier Parks durch verschiedene Faktoren in finanzielle Schwierigkeiten geraten, unter anderem durch das schlechtere Konsumklima infolge des Platzens der Dotcom-Blase oder der Terroranschläge des 11. September 2001 sowie einen ungünstigen Wechselkurs des Euro im Vergleich zum US-Dollar. Angesichts eines Schuldenbergs von mehr als zwei Milliarden Dollar kürzte Premier Parks das Budget für Erweiterungsinvestitionen und begann sich von einzelnen Parks zu trennen. So verkaufte der Konzern 2004 seine Parks in Europa. Infolge der finanziellen Schwierigkeiten baute Six Flags mit Tatsu erst 2006 die nächste Achterbahn in Magic Mountain. Mit der 17. Achterbahn war Magic Mountain nun alleiniger Rekordhalter. Der Eintrittspreis wurde für die Saison 2006 auf 60 Dollar für Erwachsene und 30 für Kinder angehoben.

#### Verkaufspläne 2006
Ende Juni 2006 kündigte Six Flags an, die Firma werde „strategische Optionen für sechs seiner Parks prüfen“, darunter auch für ihr Aushängeschild Magic Mountain und den benachbarten Wasserpark Hurricane Harbor. Diese Nachricht kam umso überraschender, als noch im selben Jahr in eine neue Achterbahn investiert worden war. Sogar der Abriss des Parks wurde aufgrund von stark angestiegenen Grundstückspreisen geprüft, jedoch schätzte eine Beraterfirma den Park auf einen Wert von 400 Millionen Dollar, während der Abriss des Parks und der Verkauf des Grundstücks nur schätzungsweise 100 Millionen Dollar eingebracht hätten. Im Dezember wurden die Pläne für einen möglichen Abriss daher ad acta gelegt. Anfang Januar verkaufte Six Flags schließlich sieben seiner Parks, entschied sich aber, Magic Mountain und den angrenzenden Park Hurricane Harbor zu behalten.

#### Gegenwart

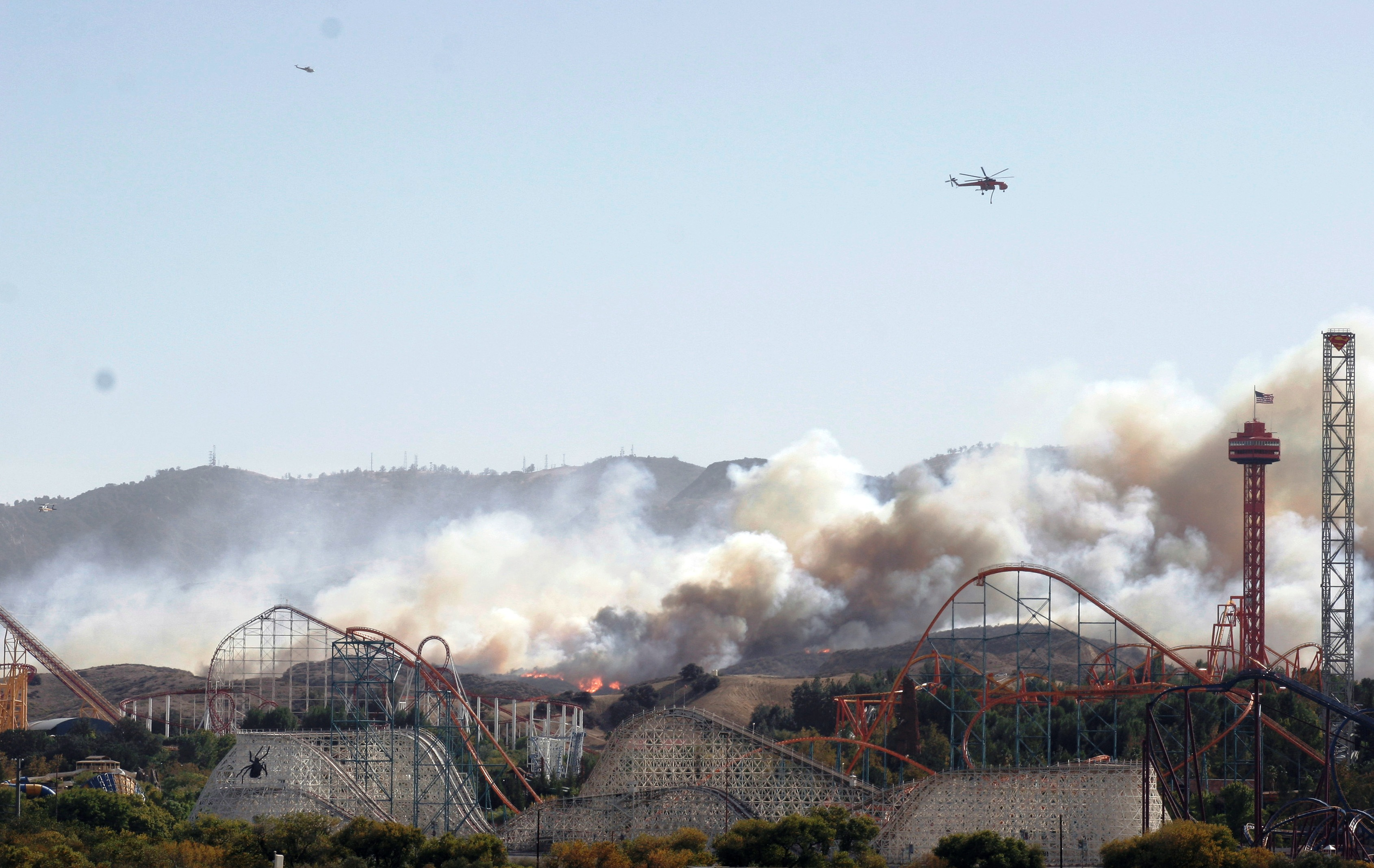
Waldbrände in der Nachbarschaft des Parks am 22. Oktober 2007

Im Jahr 2007 wurde die Holzachterbahn Psyclone abgerissen. An ihrer Stelle entstand Apocalypse, ebenfalls eine Holzachterbahn, die 2009 eröffnet wurde.
Die Waldbrände in Südkalifornien im Oktober 2007 bedrohten auch Magic Mountain, beschädigten den Freizeitpark jedoch letztlich nicht. Am 22. Oktober musste der Park nachmittags evakuiert werden, als in geringer Entfernung Brände ausgebrochen waren.
2008 wurde mit Flashback eine weitere Achterbahn abgerissen, sodass der alleinige Rekord für die meisten Achterbahnen in einem Park wieder an Cedar Point überging. Etwa 10 Millionen Dollar investierte Six Flags in die neuen Wagen und das Redesign von X, außerdem wurde mit Thomas Town ein weiterer Kinderbereich geschaffen. Die Attraktivität für Familien soll damit gesteigert werden, der Park soll sich von einem reinen Erlebnispark für Teenager zu einem mehr familienfreundlichen Park entwickeln.

## Rolle in Film und Fernsehen
Aufgrund der Nähe des Parks zu Hollywood werden in Magic Mountain häufig Szenen für Spiel- oder Fernsehfilme, aber auch Dokumentationen über Achterbahnen gedreht. Neben dem bereits erwähnten Film Rollercoaster, in dem der Park selbst die zentrale Rolle spielt, wurde beispielsweise der Vorspann der Serie Eine starke Familie in Magic Mountain gedreht. Darin wurde der Park allerdings per Computereffekt an einen Strand verlegt.
Weitere Serien sind Wonder Woman, Beverly Hills 90210 und Entourage, weitere Filme Kiss – Von Phantomen gejagt, Die schrillen Vier auf Achse, Steinzeit Junior, Mein Leben für dich, Space Cowboys, This Is Spinal Tap und True Romance.

## Attraktionen des Parks

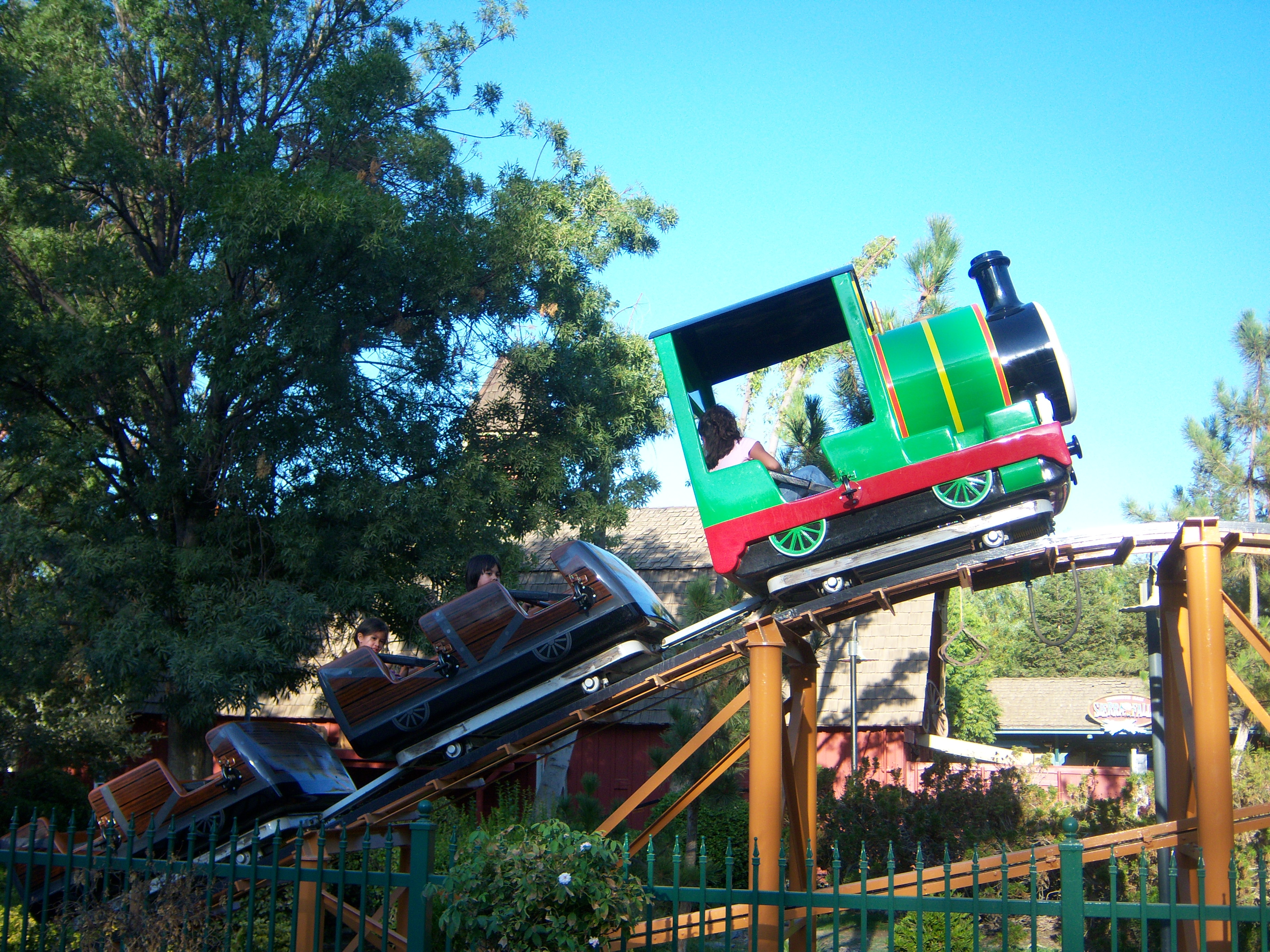
Kinderbereich

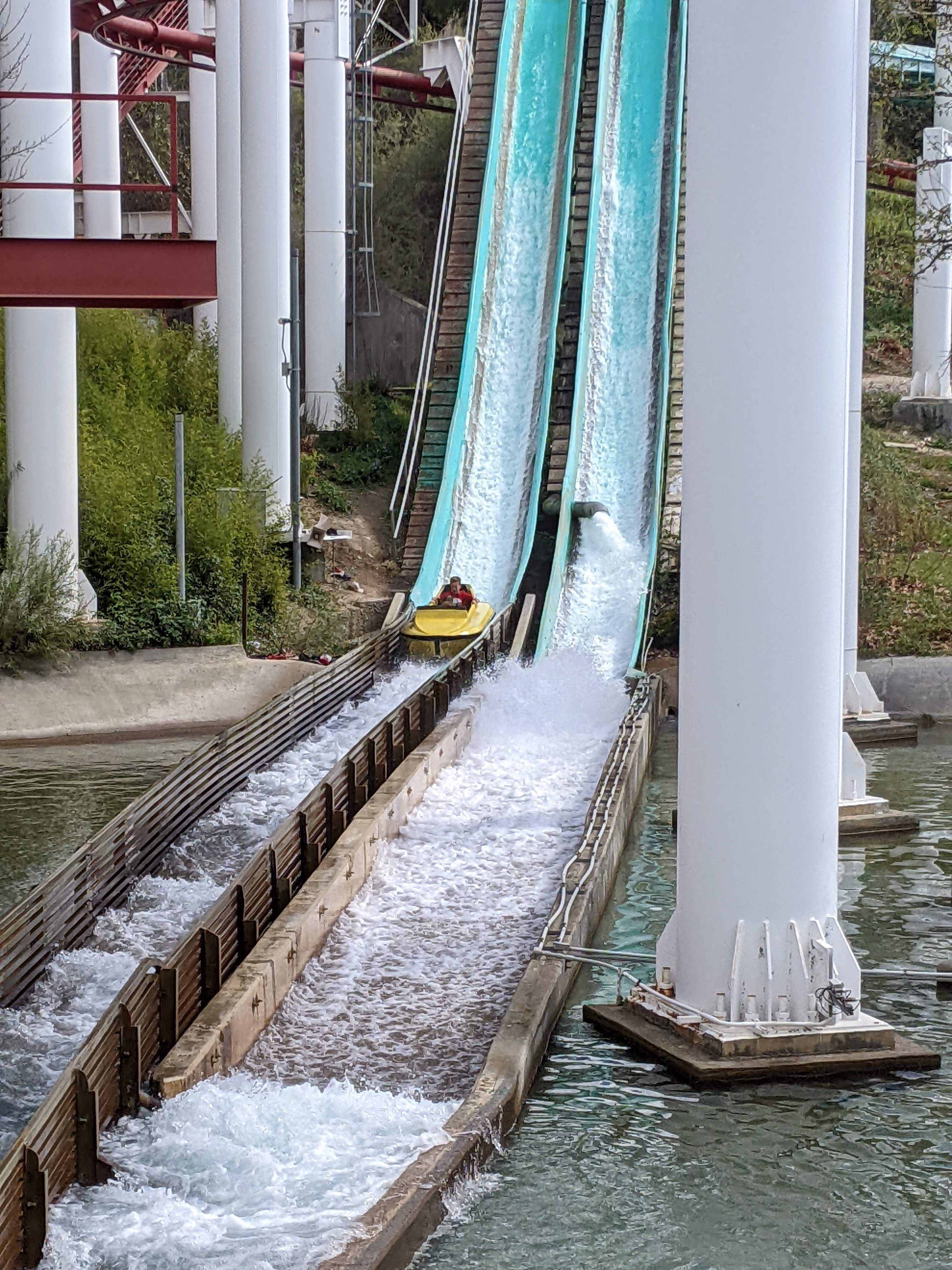
Wildwasserbahn Jet Stream

Auf den insgesamt 106 Hektar des Parks finden sich neben den Achterbahnen auch fünf Wasser-Fahrgeschäfte und die beiden Kinderbereiche Bugs Bunny World und Thomas Town mit einer ganzen Reihe von Fahrgeschäften für Kinder. Auf den Bühnen in den Kinderbereichen werden täglich mehrfach kurze Shows aufgeführt. Darüber hinaus finden übers ganze Jahr verteilt verschiedene Konzerte und andere Veranstaltungen statt. Tradition hat dabei das Fright Fest rund um Halloween, bei dem der Park länger geöffnet bleibt und die Achterbahnen bei Dunkelheit gefahren werden können. Bis zur Schließung 2014 wurde die Holzachterbahn Colossus rückwärts befahren.
Im Aussichtsturm Sky Tower wurde 2008 ein Museum zur Geschichte des Parks eingerichtet. Zu den Ausstellungsstücken zählen Bauteile mittlerweile abgerissener Achterbahnen, alte Übersichtskarten, Entwurfszeichnungen zur Gestaltung der einzelnen Themenbereiche des Parks und die Kostüme der durch die Looney Tunes abgelösten Maskottchen Bleep und Bloop.
Die 2022 eröffnete Achterbahn Wonder Woman Flight of Courage ist nach Angaben des Parks die – bei Eröffnung – längste und höchste eingleisige Achterbahn. Sie ist etwa 1000 Meter lang, 40 Meter hoch und über 90 km/h schnell.
Viele ältere Achterbahnen besonders aus den 1970ern, aber auch aus den 1980ern wurden mittlerweile abgerissen und durch modernere ersetzt. Manche Achterbahnen wurden auch im Rahmen eines „Ringtauschprogramms“ (ride rotation program) zwischen den verschiedenen Parks der Six Flags-Kette hin- und hergetauscht. So wurde beispielsweise Shockwave 1989 nach Six Flags Great Adventure transferiert, hingegen 1992 Flashback installiert, der sich schon in Six Flags Great America und Six Flags Over Georgia befunden hatte.

### Bestehende Achterbahnen

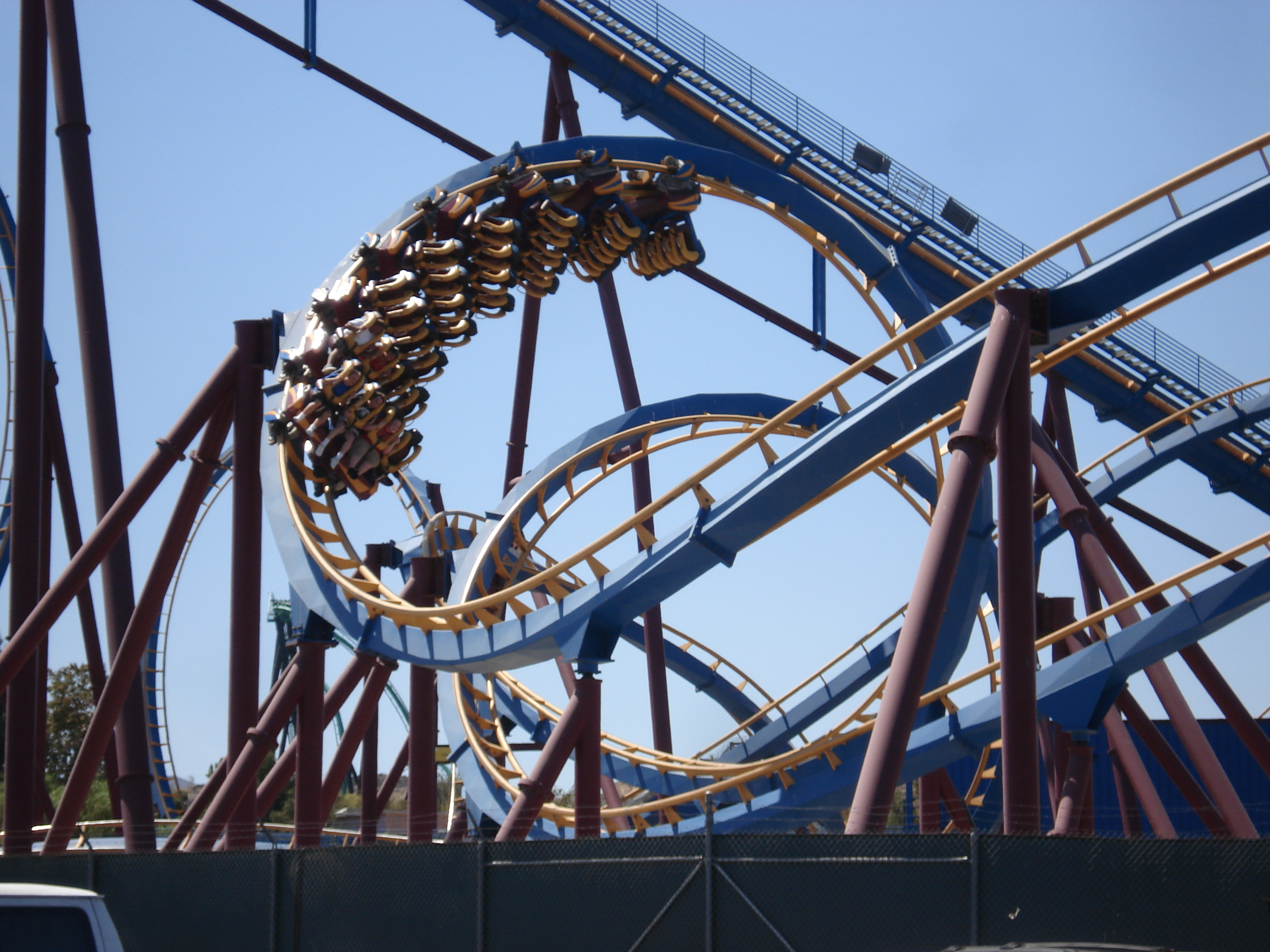
Scream!

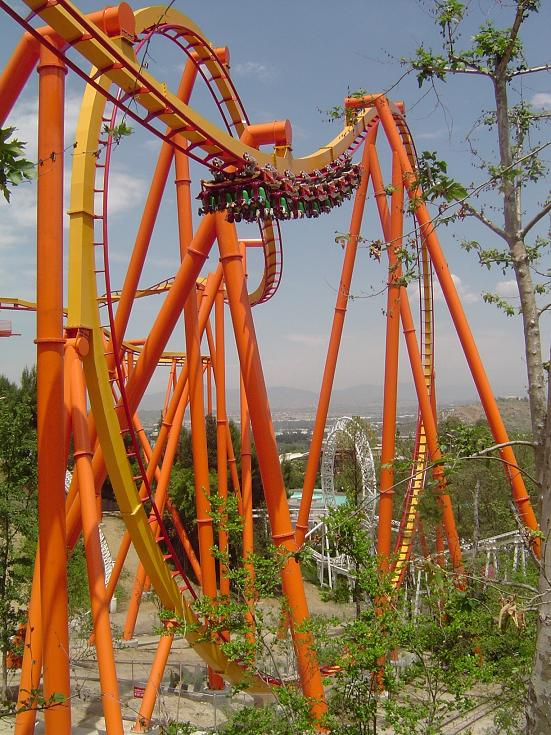
Tatsu

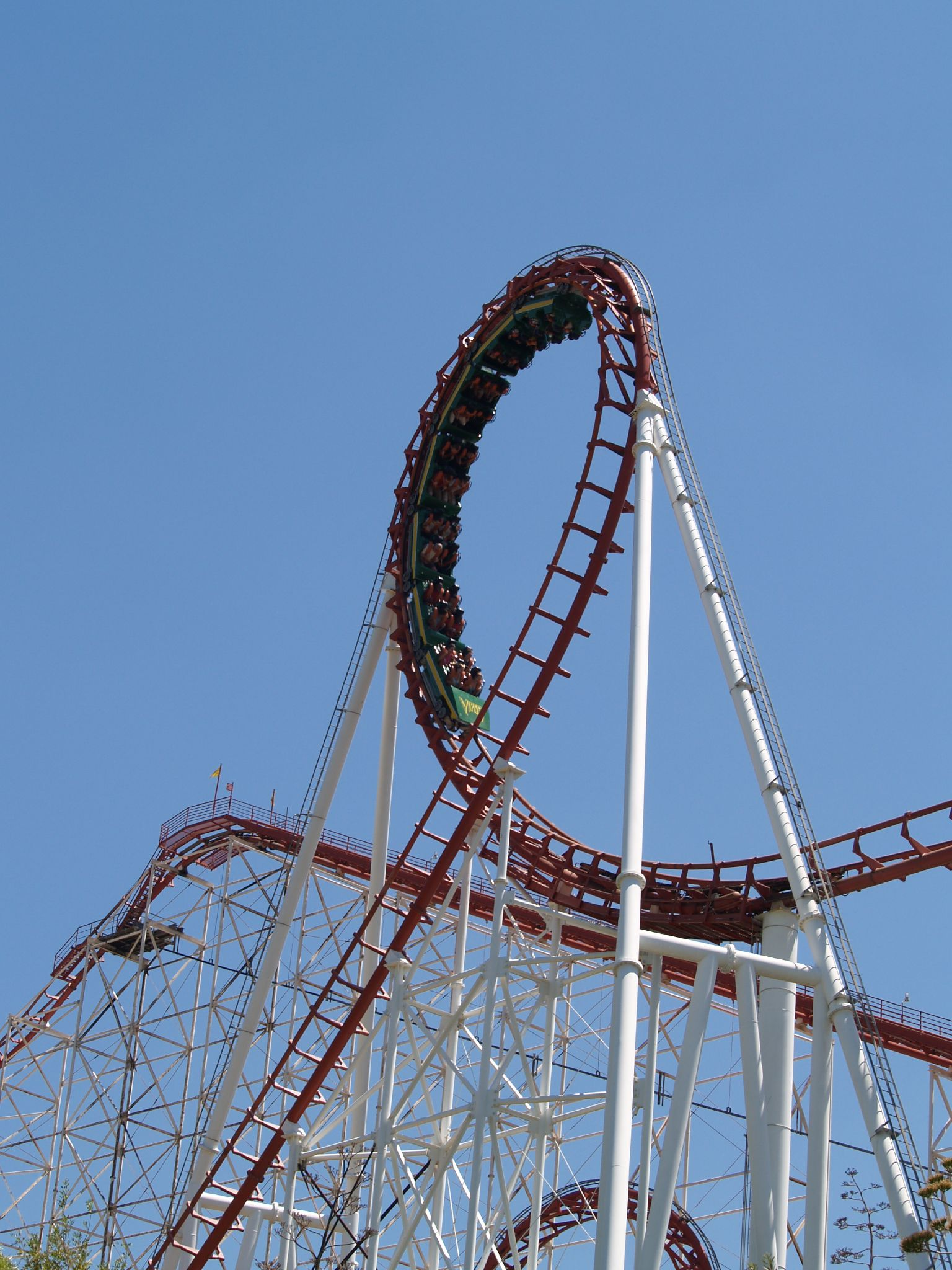
Viper

| Name                           | Typ                                  | Hersteller                   | Eröffnungsjahr |
| ------------------------------ | ------------------------------------ | ---------------------------- | -------------- |
| Apocalypse                     | Holzachterbahn                       | Great Coasters International | 2009           |
| Batman The Ride                | Inverted Coaster                     | Bolliger & Mabillard         | 1994           |
| Canyon Blaster                 | Familienachterbahn                   | E&F Miler Industries         | 1999           |
| Full Throttle                  | Launched Coaster                     | Premier Rides                | 2013           |
| Gold Rusher                    | Minenachterbahn                      | Arrow Dynamics               | 1971           |
| Goliath                        | Hyper Coaster                        | Giovanola                    | 2000           |
| Magic Flyer                    | Kinderachterbahn                     | Bradley and Kaye             | 1971           |
| New Revolution                 | Loopingachterbahn                    | Schwarzkopf                  | 1976           |
| Ninja                          | Suspended Coaster                    | Arrow Dynamics               | 1988           |
| Riddler’s Revenge              | Stand-Up Coaster                     | Bolliger & Mabillard         | 1998           |
| Road Runner Express            | Familienachterbahn                   | Vekoma                       | 2011           |
| Scream!                        | Floorless Coaster                    | Bolliger & Mabillard         | 2003           |
| Speedy Gonzales Hot Rod Racers | Familienachterbahn                   | Zamperla                     | 2014           |
| Tatsu                          | Flying Coaster                       | Bolliger & Mabillard         | 2006           |
| Twisted Colossus               | Hybrid Coaster                       | Rocky Mountain Construction  | 2015           |
| Viper                          | Loopingachterbahn                    | Arrow Dynamics               | 1990           |
| West Coast Racers              | Quasi Möbius-Achterbahn              | Premier Rides                | 2020           |
| Wonder Woman Flight of Courage | Singlerail (Raptor)                  | Rocky Mountain Construction  | 2022           |
| X²                             | 4th-Dimension-Coaster                | Arrow Dynamics               | 2002           |
| Unbekannt                      | Suspended Coaster, Motorbike Coaster | Vekoma                       | 2026 (im Bau)  |

### Geschlossene Achterbahnen
| Name                          | Typ                                   | Hersteller                      | Eröffnung | Schließung |
| ----------------------------- | ------------------------------------- | ------------------------------- | --------- | ---------- |
| Colossus                      | Holzachterbahn, Racing Roller Coaster | International Amusement Devices | 1978      | 2014       |
| Déjà Vu                       | Shuttle Coaster, Inverted Coaster     | Vekoma                          | 2001      | 2011       |
| Flashback                     | Stahlachterbahn                       | Intamin                         | 1992      | 2003       |
| Green Lantern: First Flight   | Wing Coaster, Spinning Coaster        | Intamin                         | 2011      | 2017       |
| Mountain Express              | Stahlachterbahn                       | Schwarzkopf                     | 1973      | 1982       |
| Psyclone                      | Holzachterbahn                        | Dinn Corporation                | 1991      | 2006       |
| Sarajevo Bobsleds             | Bobachterbahn                         | Intamin                         | 1984      | 1985       |
| Shockwave                     | Stand-Up Coaster                      | Intamin                         | 1986      | 1988       |
| Superman: Escape from Krypton | Launched Coaster, Shuttle Coaster     | Intamin                         | 1997      | 2024       |